# 落合福嗣
落合福嗣（日语：／ Ochiai Fukushi，1987年8月20日—）為日本男性聲優。隸屬於青二製作，愛知縣名古屋市出生。
身高186cm。國士館大學21世紀亞洲學部畢業。AMUSEMENT MEDIA綜合學院東京校聲優藝人學科畢業。

## 人物
- 父親落合博滿還是中日龍的選手時在名古屋市出生。
- 國士館中學時代於軟式野球隊「世田谷羽翼」中以大型內野手的身分活躍，但升上國士館高中後就放棄棒球了。
- 之後藉由父親的知名度在各種媒體上演出。擅長科目為英文，「私立中學校英語朗誦大會」中獲得優秀獎。
- 2010年10月18日與Skype中認識的山口縣出身的一般人女性交往4個月後結婚[2]。2014年1月20日長女出生[3][4]。

- 2015年4月開始為青二製作的新人[5]。
- 是声优土岐隼一养成所时期小一届的后辈。曾在2015年收录钻石王牌的时候，当着录音室里各种前后辈的面走到土岐面前，跪下来（双膝着地）打招呼说“土岐さん、お久しぶりです（土岐桑，和您好久不见）”。[6]然而土岐本人年龄小了落合2岁。

## 演出作品
※粗體字為主要角色。

### 電視節目
- 桃太郎侍（1994年3月31日、朝日電視台） - 與父親一起演出
- （東京電視台）
- （2008年、神奈川電視台） - 談話來賓
- ZIP! - 旁白
- - 福四郎

### 廣告
- JR東海 - 幼年時一家共同演出。
- AOKI'S PIZZA（2006年與母落合信子共演。2007年當時與中日龍球員Tyrone Woods共演。）

### 電視動畫
2015年
- 那就是聲優！（活動工作人員、歌迷[7]）
- 鑽石王牌（玉木浩司）
- 櫻桃小丸子（炒麵店）

2016年
- 紅殼的潘朵拉（不良少年C）
- 從前有座靈劍山（聞寶的隨從、芳、熊）
- 灰與幻想的格林姆迦爾（莫古索[8]）
- 我的英雄學院（1P機器）
- 魔奇少年 辛巴達的冒險（騎士G）
- Rewrite（冬牙）
- orange橘色奇蹟（祭典攤販）
- 天真與閃電（父親）
- 藍海少女！（刷毛君）
- 野球少年（崎山）
- 虎面人W（美國裁判）
- 信長的忍者
- ALL OUT!!（熱田猛雄[9]、落合慧太、倉山武也）

2017年
- 3月的獅子（將棋聯盟職員）
- 秋葉原之旅 -THE ANIMATION-（店員）
- élDLIVE宇宙警探（德米勒Jr.）
- 廢天使加百列（玩家）
- 新選組鎮魂歌 二分之一（島田魁）[10]
- Rewrite 2nd Season -Moon篇 Terra篇-（冬牙、超人、魔物使的班長）
- 來自「没有荣耀的天才们」的故事（日语：栄光なき天才たち）（游泳部員B）[11]
- 我的英雄學院 第2期（1P機器、學生）
- 不正經的魔術講師與禁忌教典（凱伊＝ファニス）
- 時鐘機關之星（財務大臣）
- 妖怪公寓的優雅日常（不良C）
- Princess Principal（貝翠絲〈變聲時〉）
- 名侦探柯南（林刑警）
- 悠久持有者：魔法老師！ 第2部（黑服）
- 黑色五葉草（科札）
- 國王遊戲 The Animation（大野明）
- 牙狼〈GARO〉-VANISHING LINE-（情侶·男）
- 血界戰線 & BEYOND（异界的暴徒们）
- 犬屋敷（男學生）
- ROBOMASTERS THE ANIMATED SERIES（王俊、實況〈アバン〉）

2018年
- 擅長捉弄人的高木同學（木村）
- BASILISK～櫻花忍法帖～（甲羅式部、家臣）
- HUG！光之美少女（查拉利特）
- 妖精森林的小不點（狸貓）
- 鬼太郎（第6作）（2018年 - 2019年，水妖怪、河童、團一郎、男性客、妖怪茶杯等[12]）
- 錢進球場（凡田夏之介[13]）
- 黃金神威（土方的手下）
- 驚爆危機！Invisible Victory（作戰本部工作人員）
- 後街女孩（偶像御宅族）
- 夢王國與沉睡中的100位王子殿下（木B）
- 小邪神飛踢（千葉茂）
- 魔法律事務所（菜菜的父親）
- 火之丸相撲（小關信也[14]）

2019年
- 關於我轉生變成史萊姆這檔事（眾冒險者）
- 幻影天使（男性）
- 女高中生的虛度日常（花生P）
- 擅長捉弄人的高木同學2（木村）
- BEASTARS（薩努、大象、老師、狗、獵豹、獅子組）

2020年
- 達爾文遊戲（篠塚）
- 异度侵入 ID:INVADED (西村月丸[15])
- 小邪神飛踢'（千葉茂）
- 闇影詩章（磯崎老師）
- 名偵探柯南（古川義久）

2021年
- BEASTARS（第2期）（薩努、マリリン学園長、ジンマ）
- 半妖的夜叉姬（大小姐）
- ONE PIECE（汀奇〈兒時〉）
- 大運動會 ReSTART!（吉米·觀音寺、おしのけ、そこのけ、どこのけ）
- NOMAD MEGALOBOX 機甲拳擊2（ボンジリ）
- 真白之音（荒川潮）
- 轉生成蜘蛛又怎樣！（ゲイツ）
- 我們的重製人生（杉本三樹雄）
- 白金終局（明日的姑丈）
- BUILD DIVIDE -#000000-（三草守胤）

2022年
- 擅長捉弄人的高木同學3（木村）
- TRIBE NINE（大門愛海）
- 秘密內幕～女警的反擊～（轟）
- 名偵探柯南（水原なおと）
- BUILD DIVIDE -#FFFFFF-（三草守胤）
- 幕末替身傳說（某[16]）
- 小邪神飛踢X（千葉茂）
- BORUTO-火影新世代-NARUTO NEXT GENERATIONS-（松重ダイゼン）
- Lycoris Recoil 莉可麗絲（委託人）

2023年
- 給不滅的你 Season2（卡姆[17]）
- 為了養老，我要在異世界存8萬枚金幣（馬塞爾）
- 轉生貴族的異世界冒險錄～不知自重的眾神使徒～（戈爾吉諾）
- 異世界一擊殺姊姊 ～姊姊同伴的異世界生活開始了～（レイス〈悪霊〉）
- 黃金神威（嵩）
- 鬼滅之刃 刀匠村篇
- 萊莎的鍊金工房 ～常闇女王與秘密藏身處～（郎巴·多恩）
- 神劍闖江湖－明治劍客浪漫譚－（火男[18]）
- 位於戀愛光譜極端的我們（伊地知祐輔[19]）
- 黑暗集會（權田大助）

2024年
- 小酒館Basue（タツ兄[20]）
- 曾經、魔法少女和邪惡相互為敵。 (戰鬥員)
- 新網球王子 U-17 世界盃 準決賽（坦庫瑪魯·施奈德[21]）
- 聽說你們要結婚！？（權田廣見[22]）
- 七龍珠大魔（魔人鬥烏[23]）

2025年
- 黑岩目高不把我的可愛放在眼裡（肉山、體育老師）
- 學校沒教的重要事情（セートン先生[24]、ウオッチ博士[25]）
- 異世界小白玩家 －用 HP1 展開最強最快的迷宮攻略－（羅西南特[26]）
- 給不滅的你 Season3（玉木一夢[27]）

### OVA
2015年
- 惡魔高校D×D BorN（暴雪龍）※DX.2 BD付限定版

2016年
- 灰與幻想的格林姆迦爾（莫古索）

2018年
- 牽牛花與加瀨同學
- 擅長捉弄人的高木同學（木村）※漫畫第9卷附OVA特別版

### 動畫電影
2016年
- 從好久以前就喜歡你。～告白實行委員會～

2017年
- 特別版 Free!-Take Your Marks-（湊風館部員）

2019年
- 知曉天空藍色的人啊（中村正道）

2021年
- 机动战士GUNDAM 闪光的哈萨维（雷蒙德·凱恩）[28]

2022年
- 劇場版 擅長捉弄人的高木同學（木村）

2025年
- 凡爾賽玫瑰（路易十六[29]）

### 遊戲
2010年
- 人中之龍4 傳說的繼承者（落合福嗣[30]）

2015年
- 職棒家庭棒球場 重返（PINO[31]）

2016年
- 神獄塔 斷罪瑪麗（門脇永遠[32]）

2018年
- 東京放學後召喚師（日语：東京放課後サモナーズ）（惠比壽[33])

2023年
- 超偵探事件簿 霧雨謎宮（多米尼克＝福爾達克）

## 外部連結
- 青二Production公式官網的聲優簡介 （页面存档备份，存于） （日語）
- 落合福嗣的X（前Twitter）（日語）